# کرومباخ (شوابن)
شهر کرومباخ (به آلمانی: Krumbach) در ایالت بایرن در کشور آلمان واقع شده‌است.

## نگارخانه

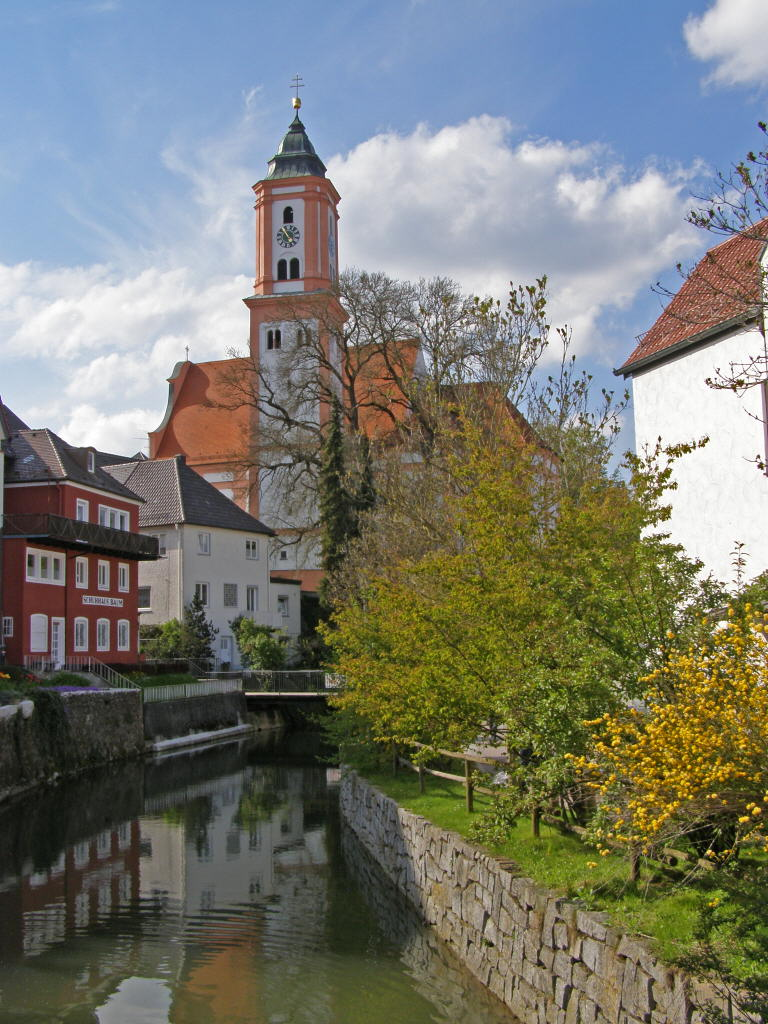
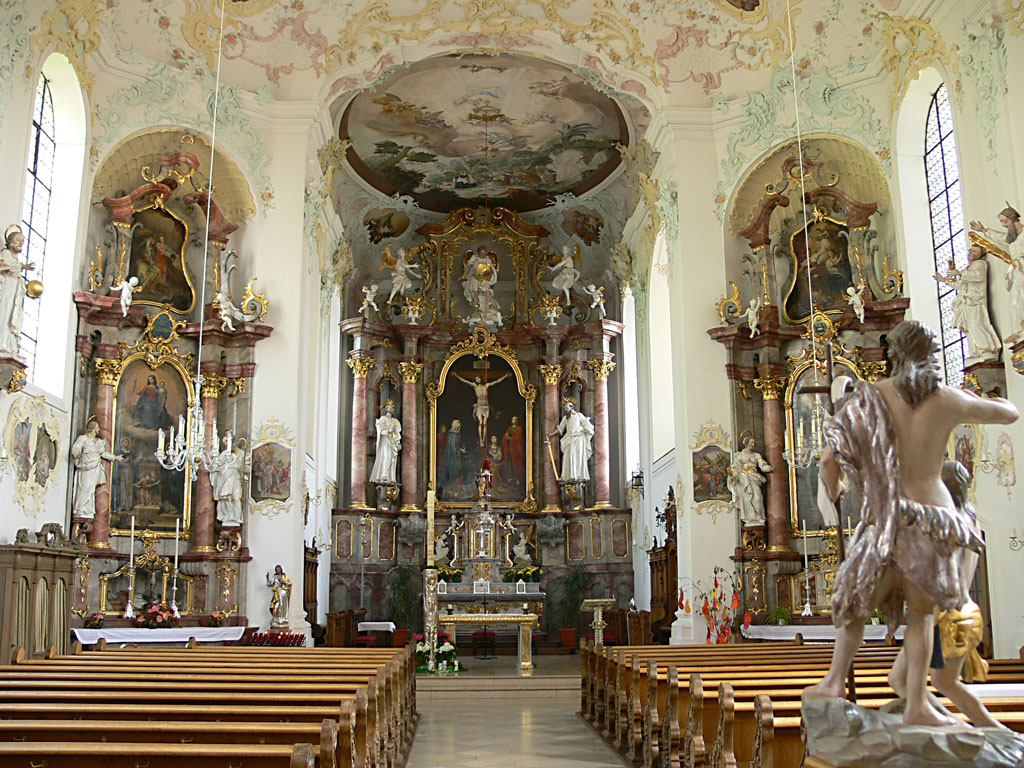
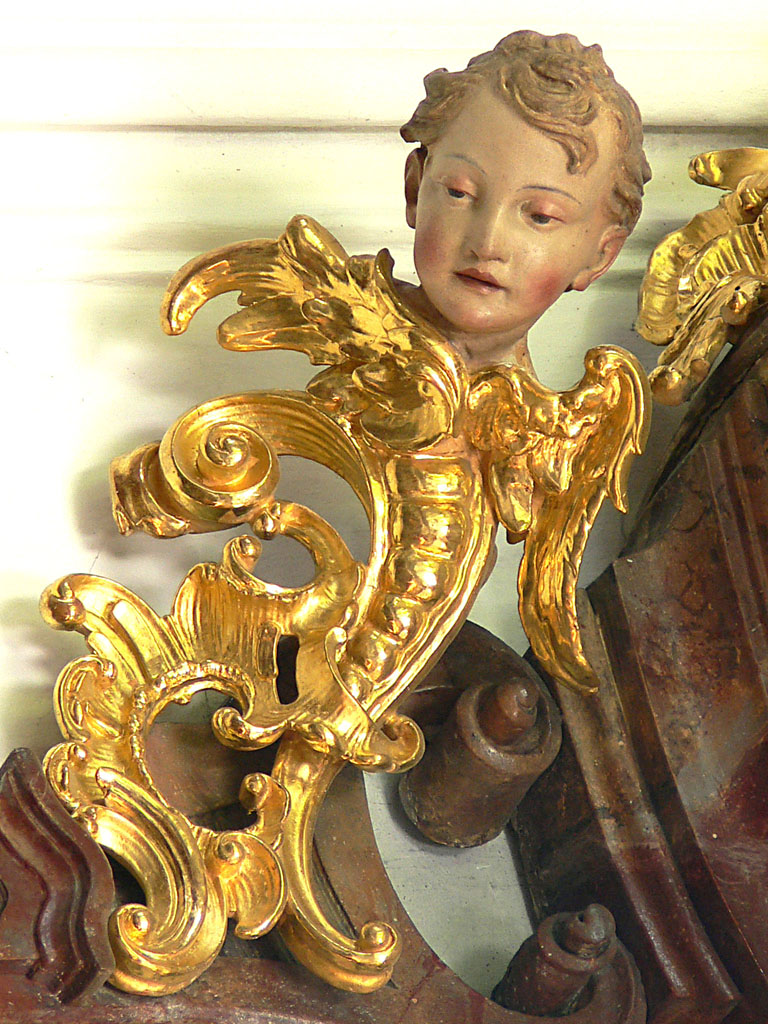
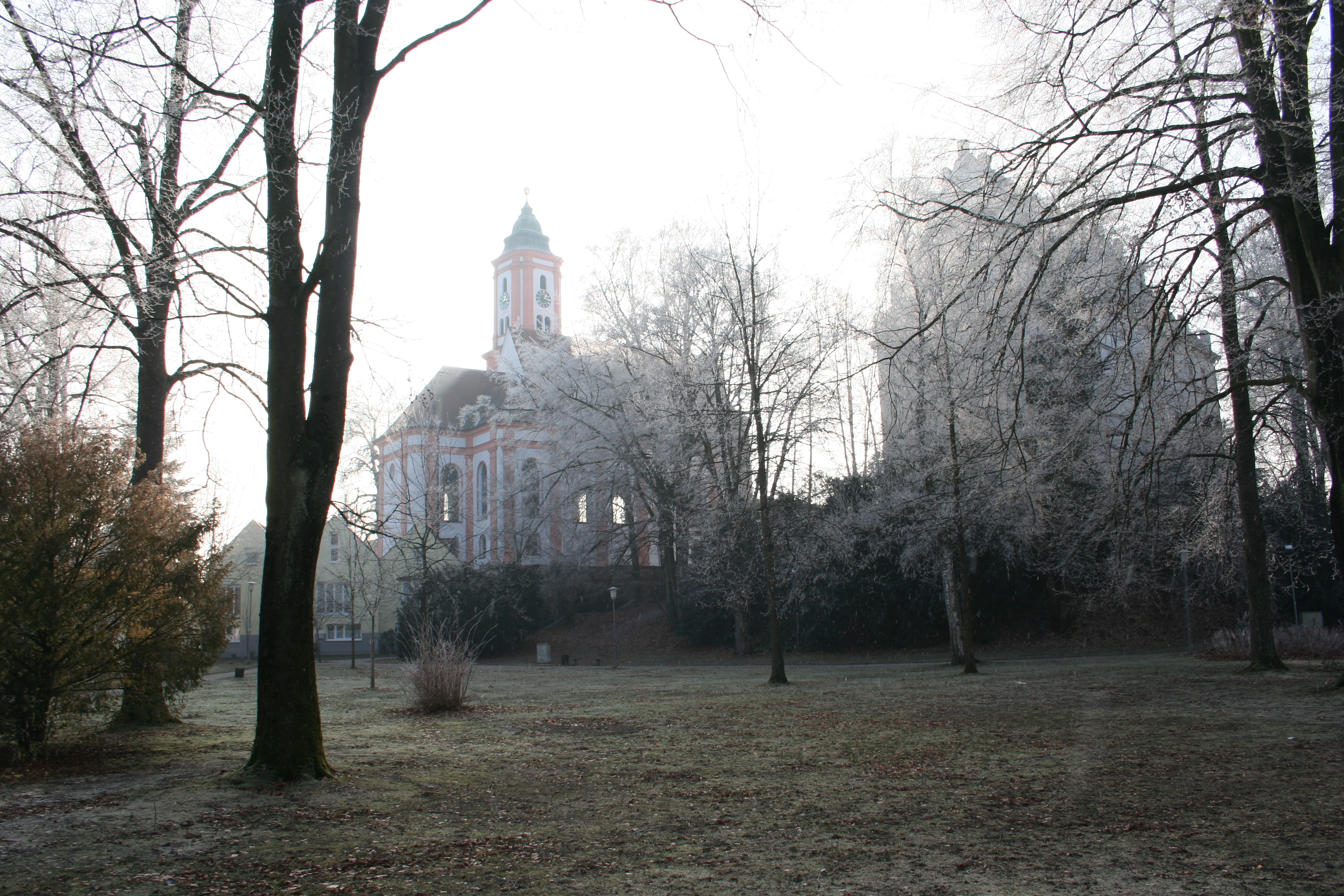
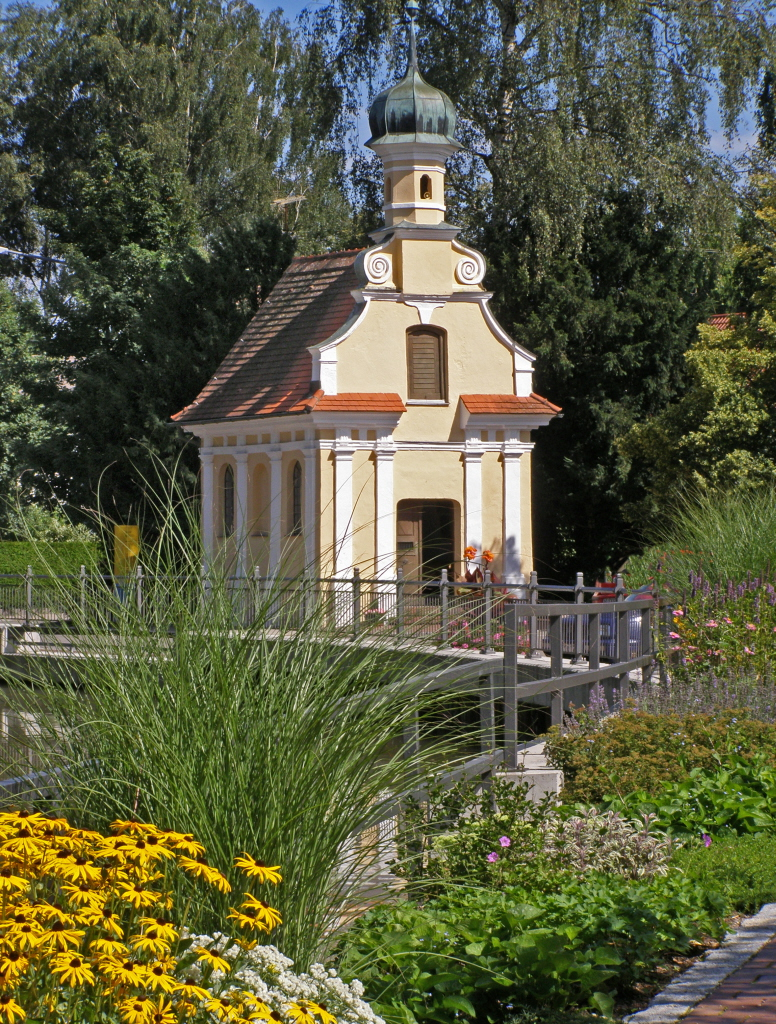
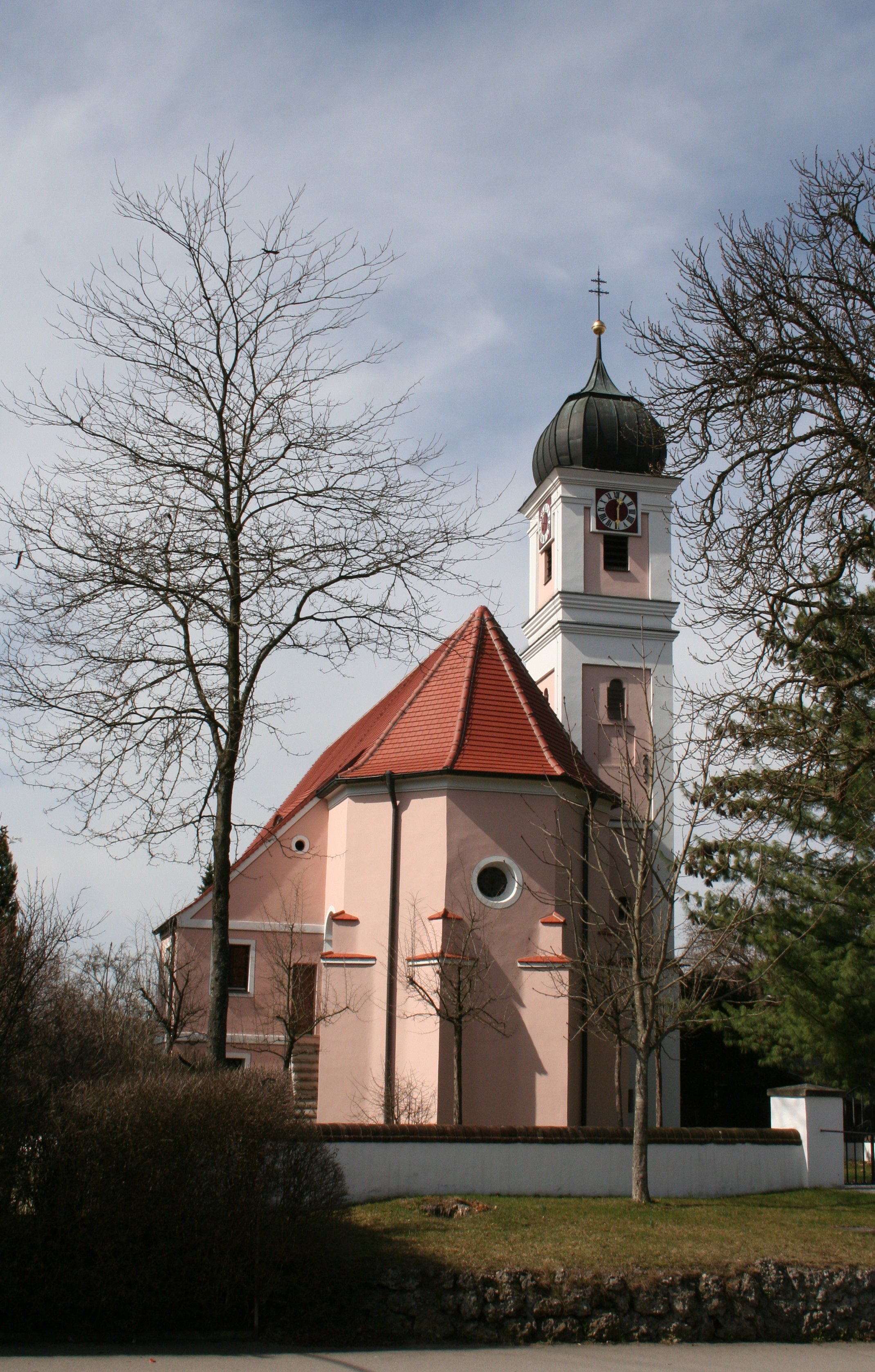
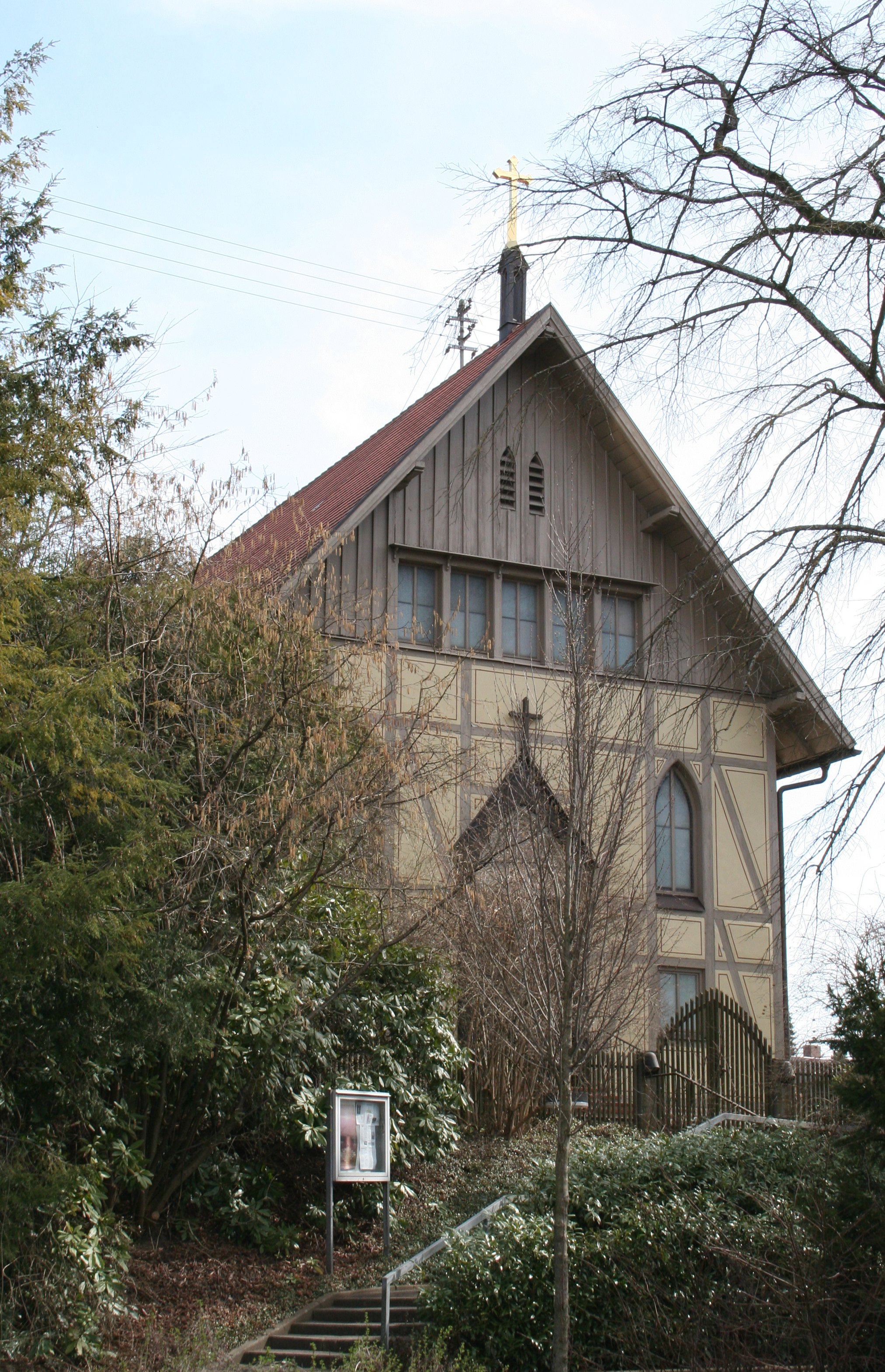
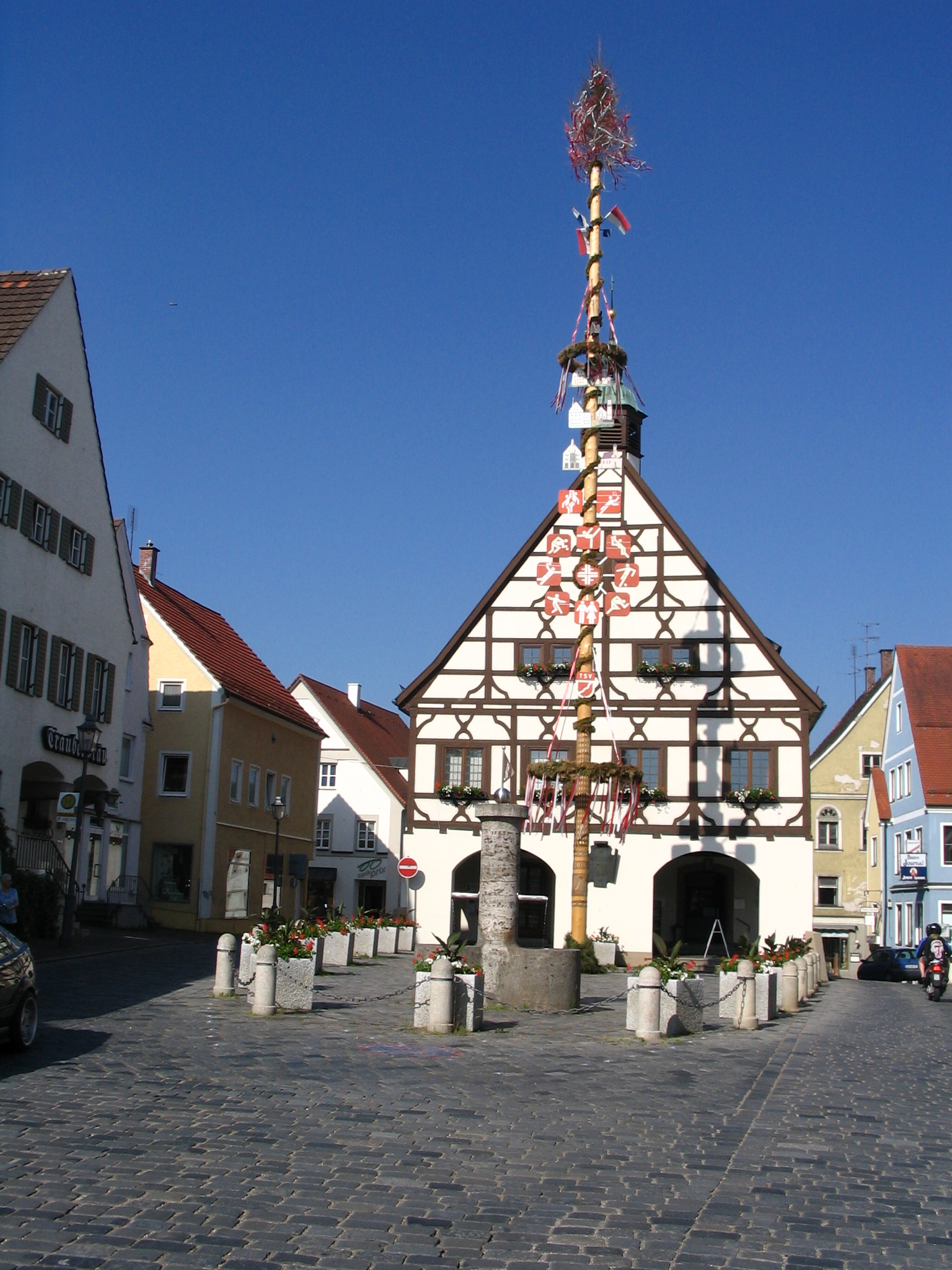
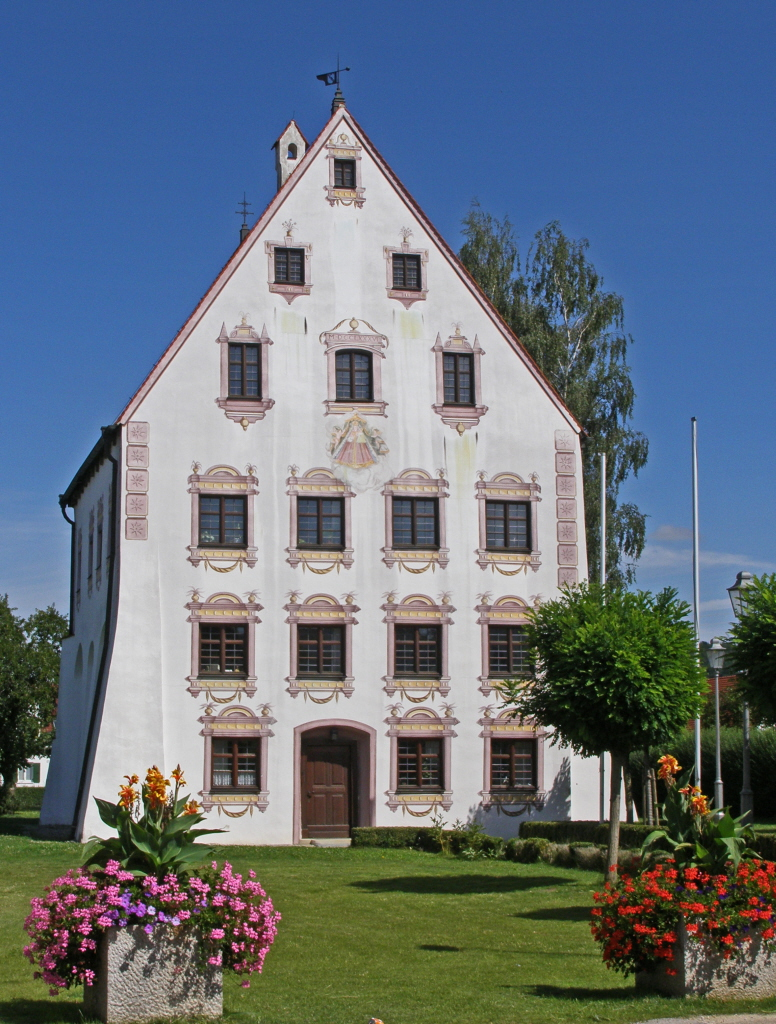
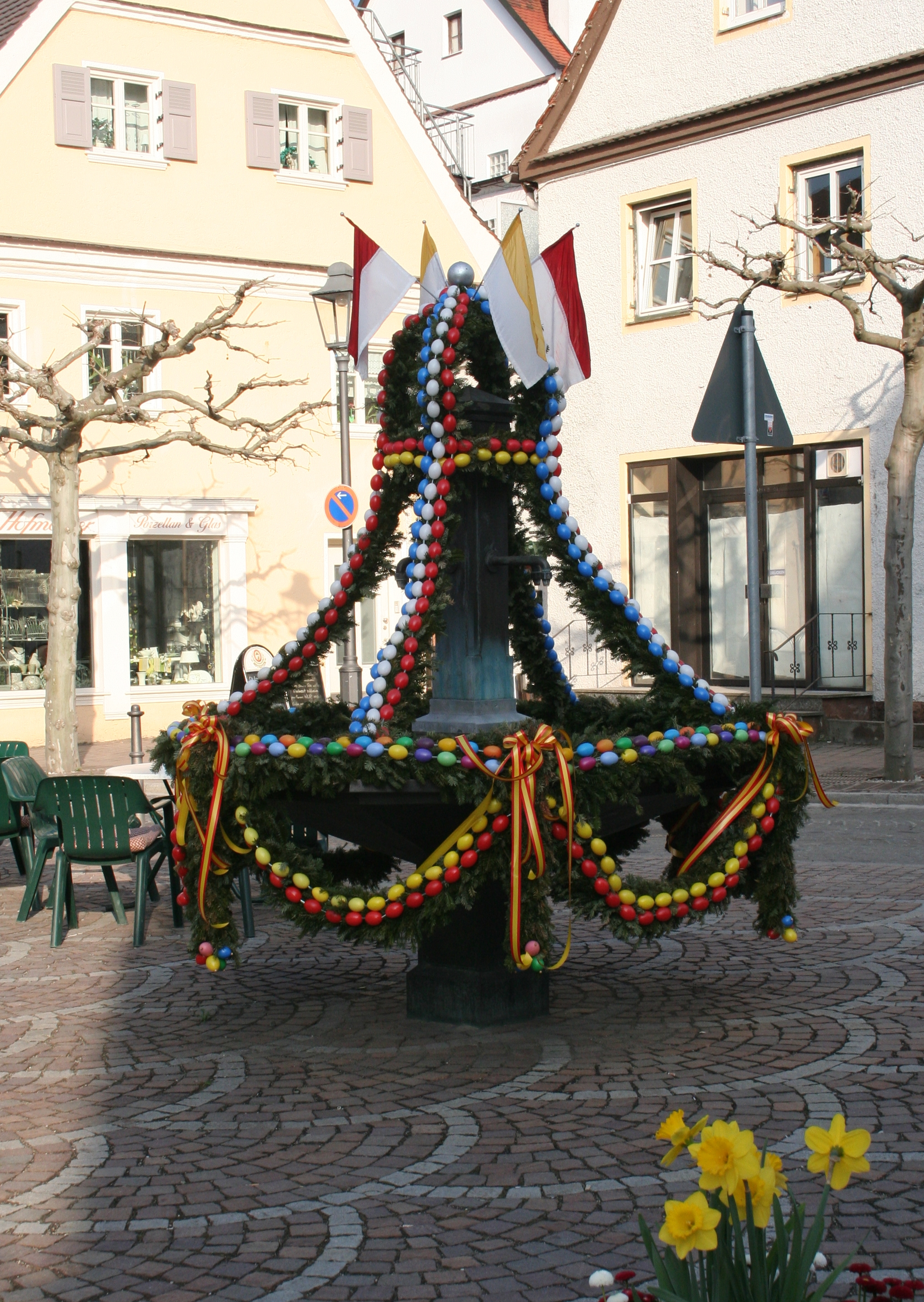
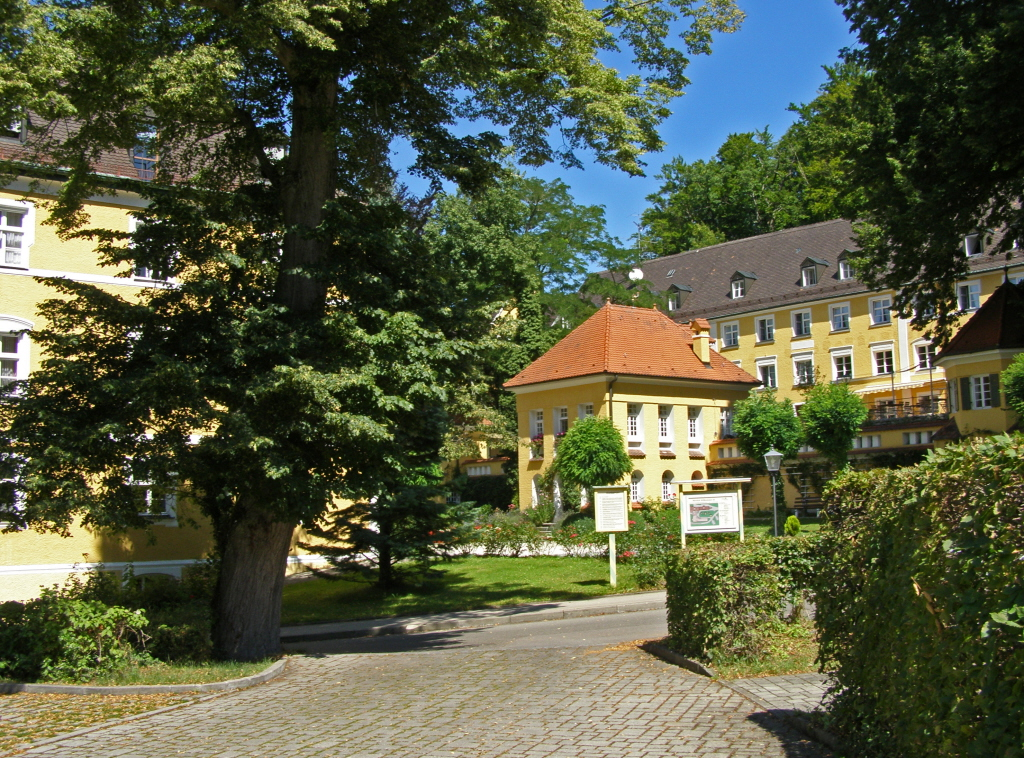
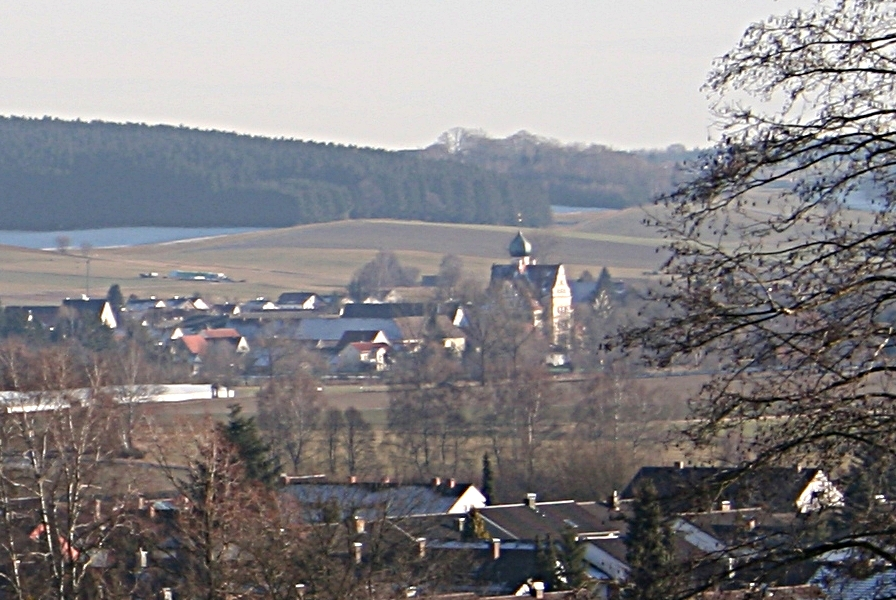
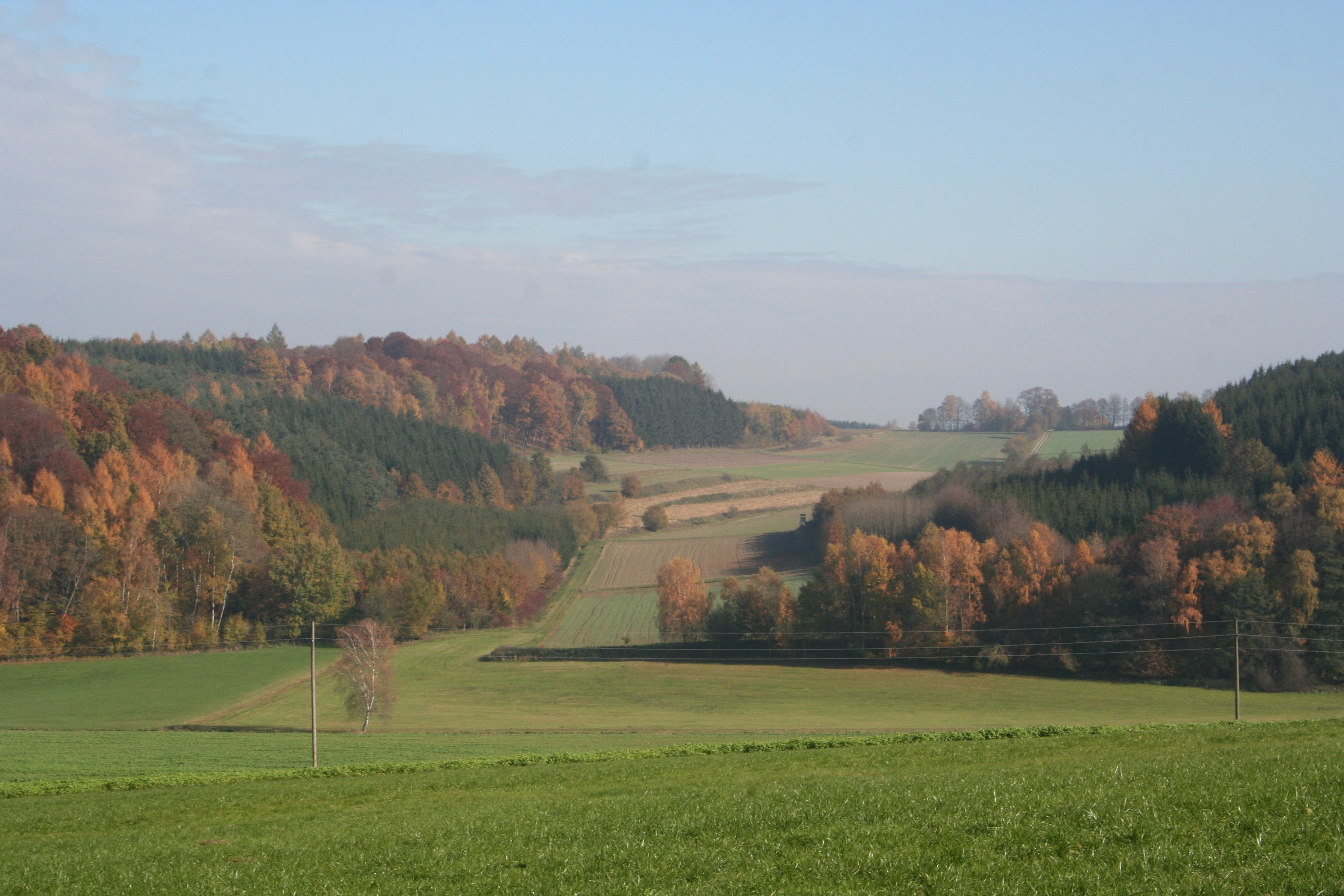